# Neculae Pop
Neculae Pop   (Hodac, 3 de gener de 1951) és un jugador de voleibol romanès, ja retirat, que va competir durant les dècades de 1970 i 1980.
El 1980 va prendre part en els Jocs Olímpics d'Estiu de Moscou, on guanyà la medalla de bronze en la competició de voleibol. En el seu palmarès també destaca una medalla de bronze al Campionat d'Europa de voleibol de 1977. Amb la selecció romanesa jugà més de 400 partits.
A nivell de clubs va jugar a l'Steaua Bucarest. Després de retirar-se de les competicions va treballar com a entrenador en diferents equips, destacant la selecció nacional romanesa entre 1987 i 1997.